# Джоенн Джексон
Джоенн Джексон  (англ. Joanne Jackson, 12 вересня 1986) — британська плавчиня, олімпійська медалістка.

## Виступи на Олімпіадах
| Олімпіада  | Дисципліна                            | Місце |
| ---------- | ------------------------------------- | ----- |
| Афіни 2004 | плавання на 400 метрів вільним стилем | 21    |
| Афіни 2004 | естафета 4 × 200 вільним стилем       | 5     |
| Пекін 2008 | плавання на 200 метрів вільним стилем | 14    |
| Пекін 2008 | плавання на 400 метрів вільним стилем | 3     |
| Пекін 2008 | естафета 4 × 200 вільним стилем       | 9     |